# 1968-as Giro d’Italia
Az 1968-as Giro d’Italia volt az 51. olasz kerékpáros körverseny. Május 20-án kezdődött és június 11-én ért véget. Végső győztes a belga Eddy Merckx lett.

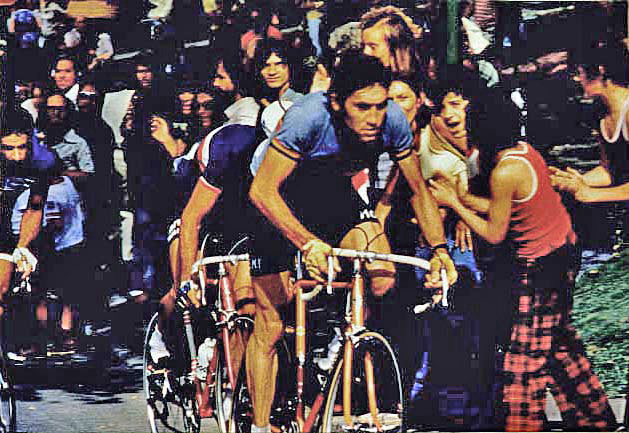
Eddy Merckx 1974-ben

## Végeredmény
|    | Versenyző                 | Idő            |
| -- | ------------------------- | -------------- |
| 1  | Eddy Merckx               | 101 óra 05' 34 |
| 2  | Vittorio Adorni           | + 5' 01        |
| 3  | Felice Gimondi            | + 9' 05        |
| 4  | Italo Zilioli             | + 9' 17        |
| 5  | Willy Vanneste            | + 10' 43       |
| 6  | Gianni Motta              | + 12' 23       |
| 7  | Michele Dancelli          | + 12' 33       |
| 8  | Franco Balmamion          | + 15' 43       |
| 9  | Francisco Gabicagogeascoa | + 16' 59       |
| 10 | Franco Bitossi            | + 19' 02       |